# L'abitatore
L'abitatore (Not in solitude) è un romanzo di fantascientifico del 1963 scritto da Kenneth F. Gantz. È il numero 316 e ristampa 654 della serie Urania (collana).

## Trama
Un'astronave viene fatta atterrare su Marte per recuperare uno scienziato e la sua squadra. Lo scienziato viene ritrovato, però l'astronave non può partire poiché i motori sono stati sabotati. Nel mentre l'unica forma di vita nota su Marte, una colonia di Lichene inspiegabilmente inizia a comunicare con l'astronave. Dopo un primo approccio l'intera astronave viene minacciosamente accerchiata dai licheni che impongono un campo di forza per non farla partire. A seguito di un attacco congiunto contro i licheni, l'astronave riesce a raggiungere la velocità di fuga e a tornare sulla Terra.

## Edizioni
- Kenneth F. Gantz, L'abitatore, a cura di Fruttero e Lucentini, collana Urania (collana) n° 654, Verona, 1974  [1959],  p. 144.